# أيولوس
أيولوس (بالإنجليزية: Aeolus)‏، (باليونانية: Αἴολος Aíolos)‏، في الميثولوجيا اليونانية، هو إله صغير مسؤول عن رياح الجهات الأربع، وهو ابن الملك هيبوتيس [الإنجليزية]. وقد عاش في إحدى جزر ليبار الصخرية القريبة من صقلية. وفي كهوف هذه الجزيرة حبس الرياح، وهو يأتمر بأمر الآلهة الكبار، فقد يجعل الريح نسيمًا عليلًا وقد يجعلها عاصفة، وذلك حسب رغبة الآلهة.

## زيارة أوديسيوس
زاره البطل اليوناني أوديسيوس فاستقبله أيولوس بحفاوة، وعندما ذهب زوده بحقيبة فيها كل أنواع الرياح المختلفة، بحيث تكفيه مع رفاقه حتى الوصول إلى إيتكا، دون إزعاج. نفذ أوديسيوس كل تعاليم أيولوس، ولكن عندما رأى وطنه، ورأى أنَّ الجو بات مضمونًا ولن تكون فيه مفاجآت استسلم للنوم، وأثناء نومه فتح رجاله الحقيبة، فانطلقت الريح عنيفة، وبالطبع جرفت السفينة بعيدًا بعد أن أوشكت أن ترسو في الميناء. وقد ورد ذلك في أوديسة هومر 2:10، وفي إنيادة فرجيل 52:1.

## لوحات

### أيولوس وأوديسيوس

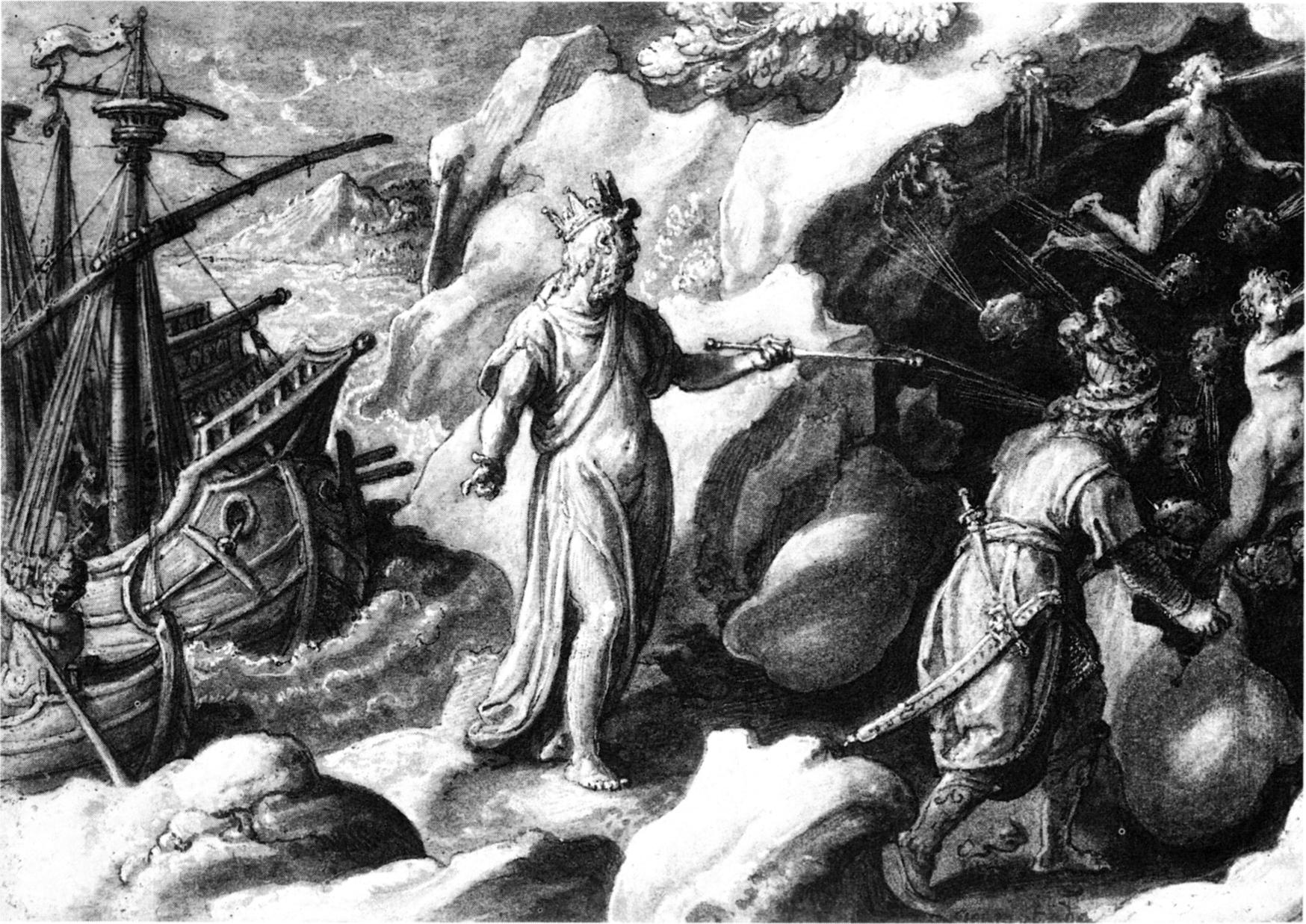
أوديسيوس في كهف الرياح، بريشة سترادانوس (ربما في 1590-1599)
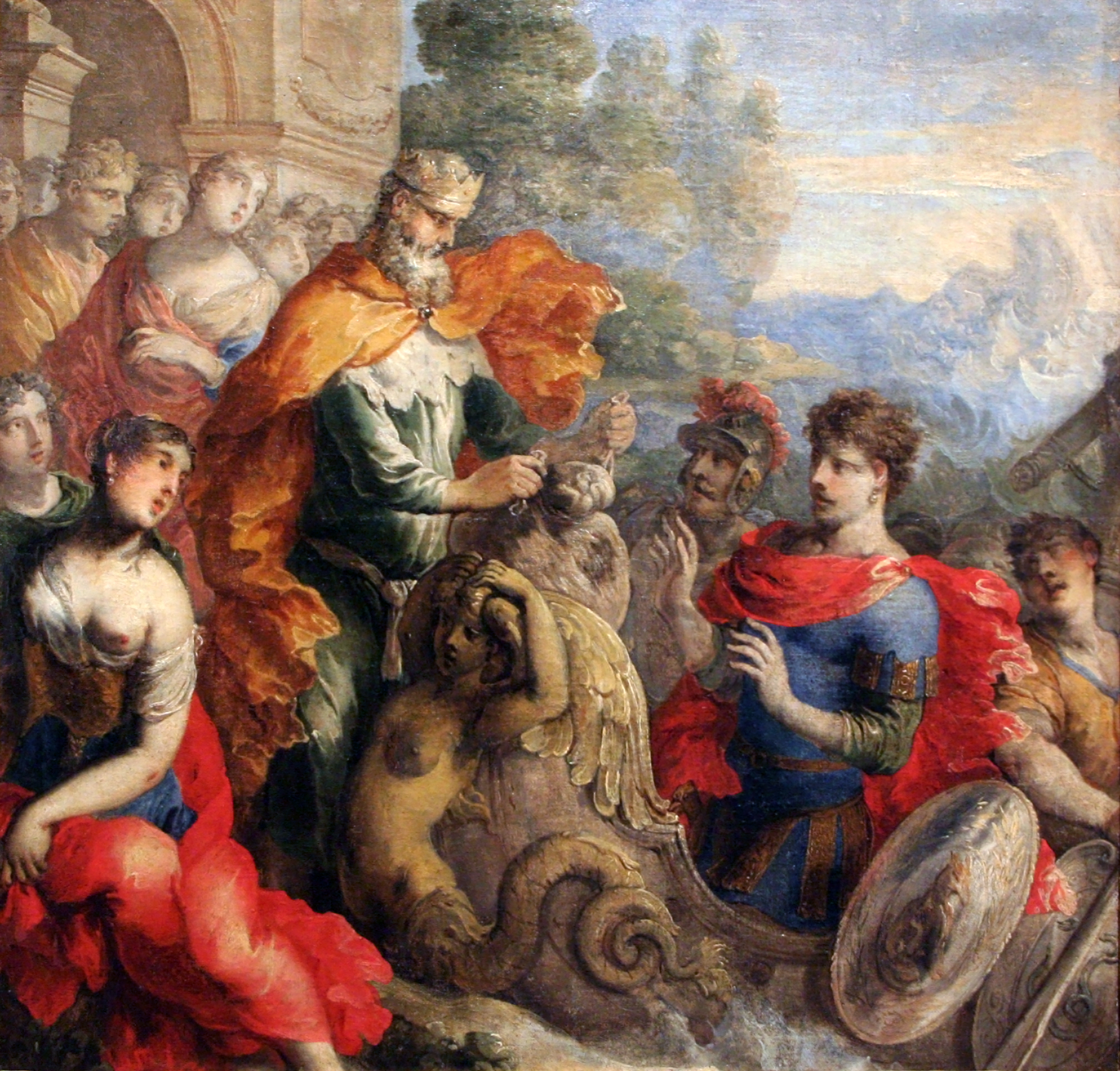
أيولوس يعطي الرياح لأوديسيوس، بريشة إسحاق مويلون

### أيولوس وجونو

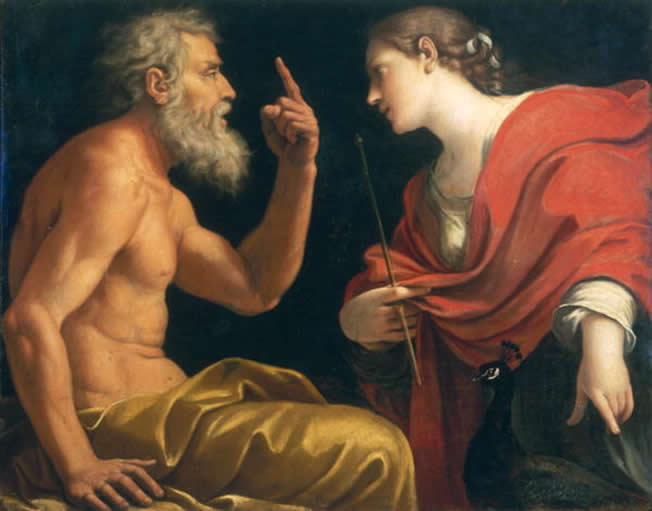
أيولس وجونو، بريشة لوسيو ماساري
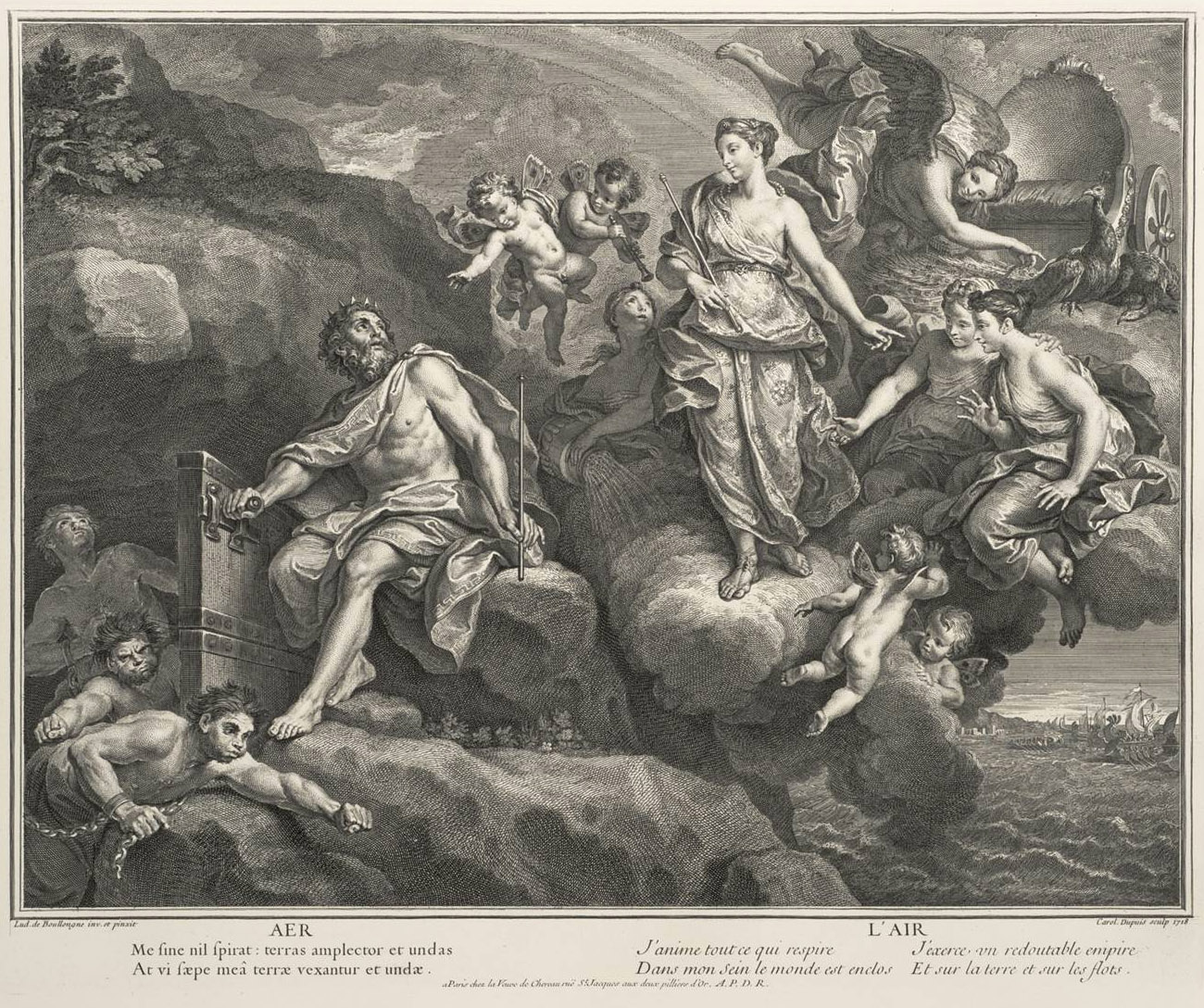
الهواء (جونو يأمر أيولوس بإطلاق الرياح) (الإينيادة) لتشارلز دوبوا (1718)
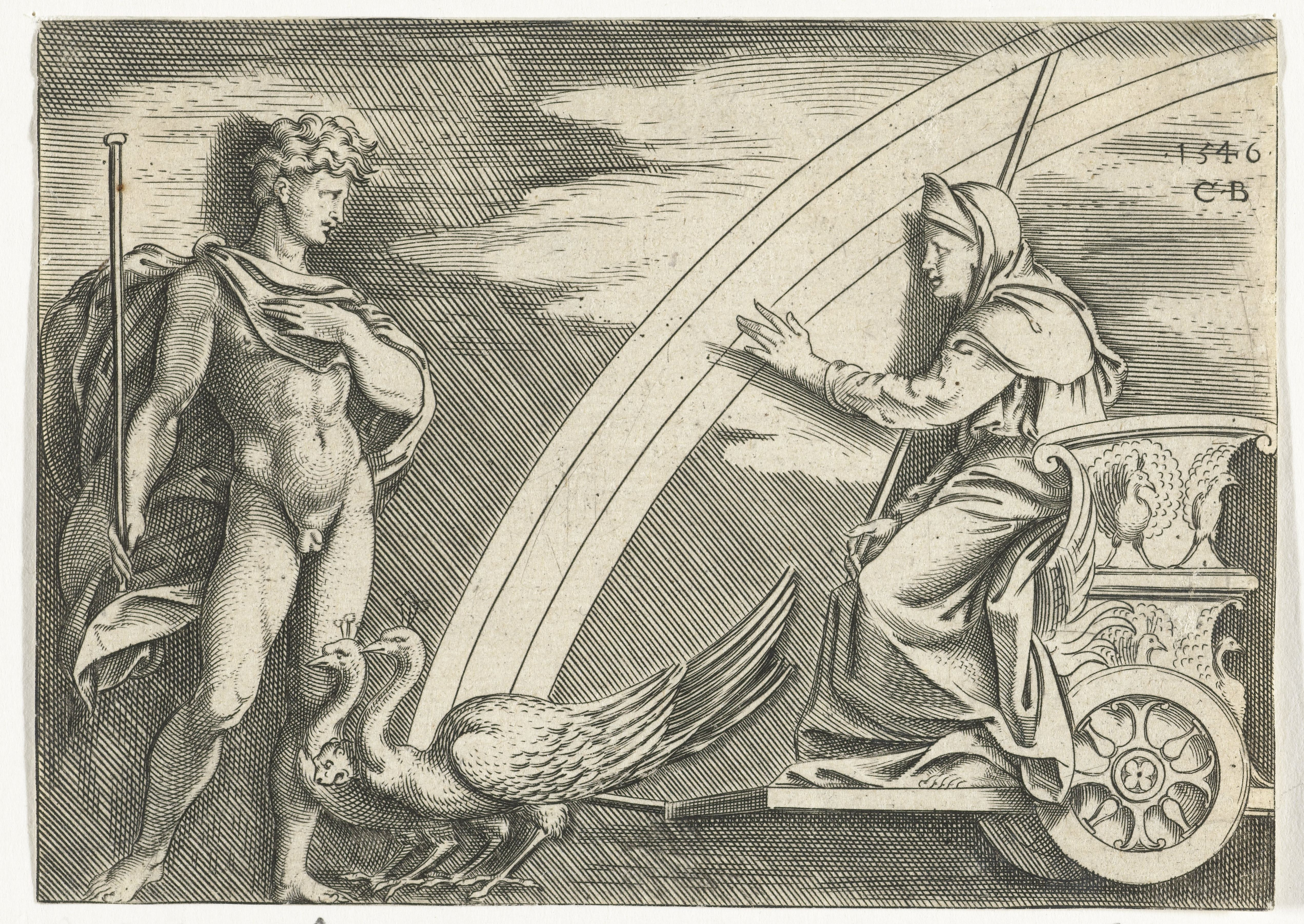
جونو وأيولوس، بقلم كورنيليس بوس (1546)
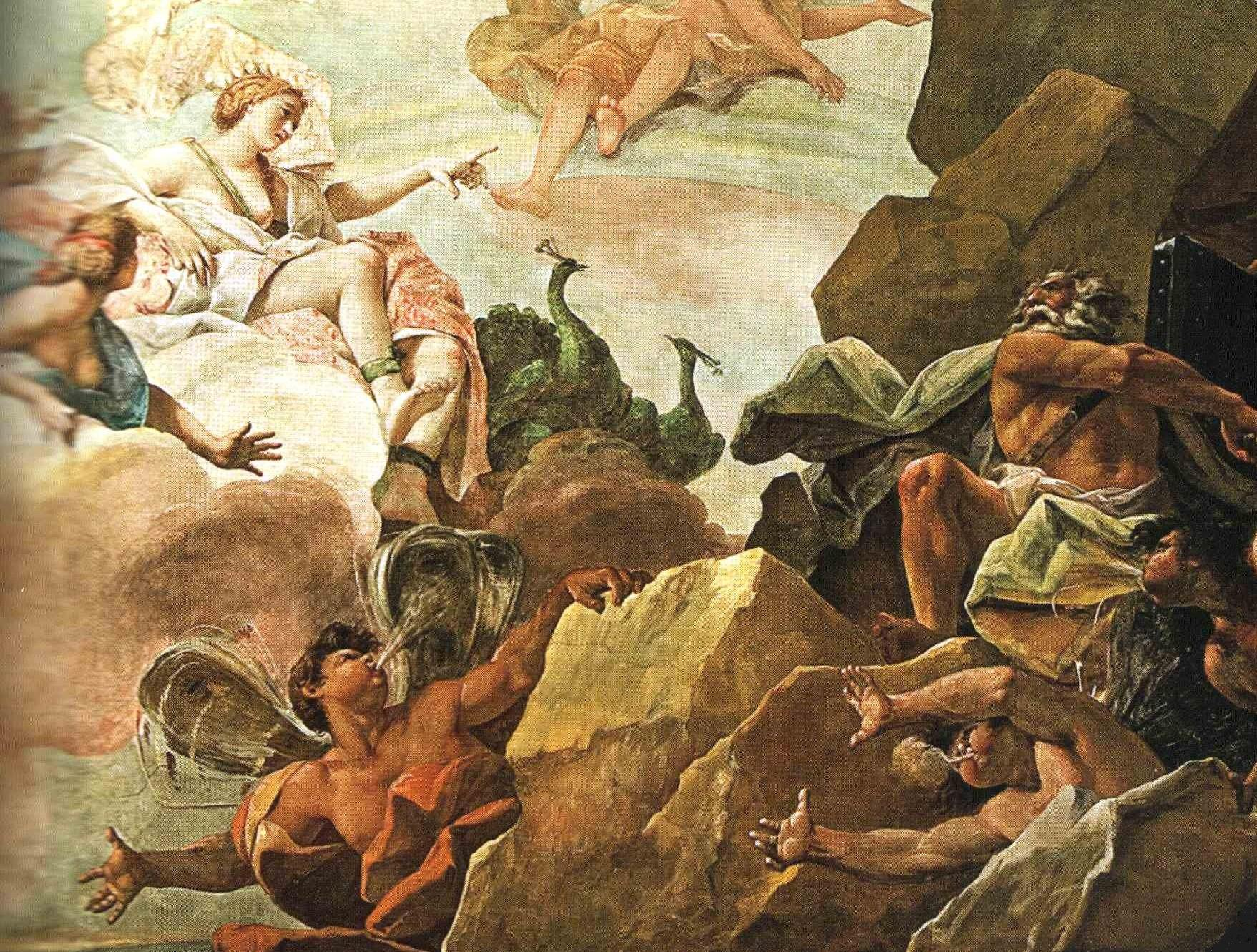
جونو يأمر أيولوس بتحرير الرياح (التفاصيل)، لوحة جدارية في قصر سانفيتالي في بارما. (حوالي عام 1790)
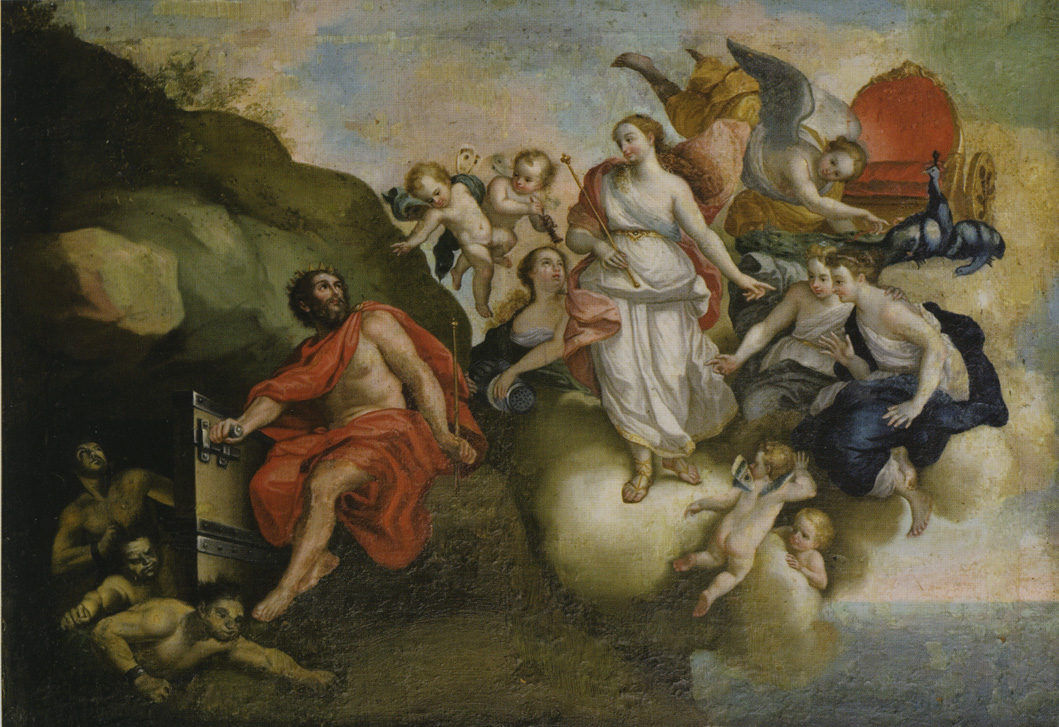
الهواء (يأمر جونو أيولوس بإطلاق الرياح) بقلم مانويل دي سامانييغو (حوالي 1800)
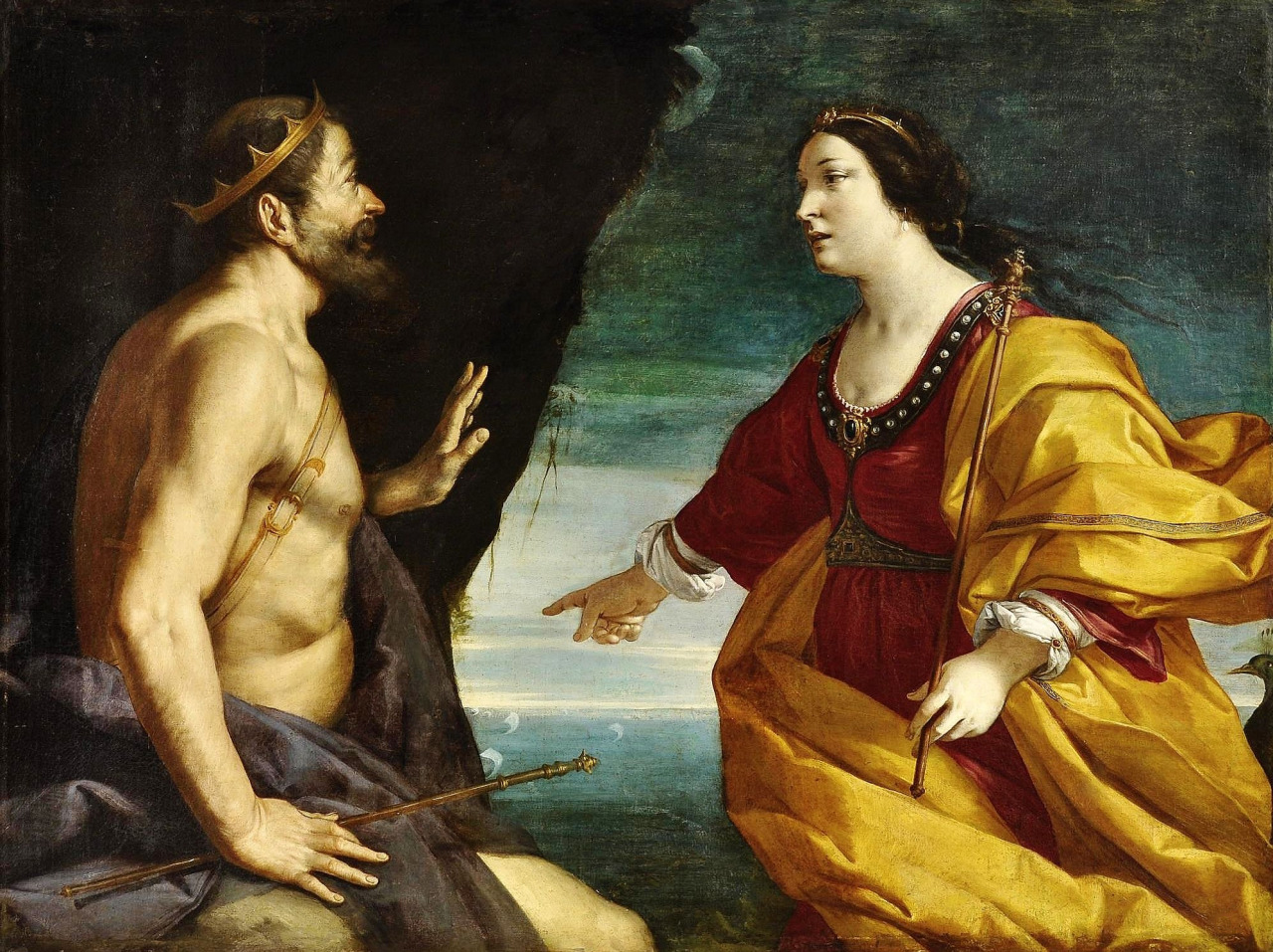
جونو والملك أيولوس في كهف الرياح، بريشة أنطونيو راندا (إيطاليا، 1577-1650)